# Françoise de Montmorency-Fosseux
Françoise de Montmorency-Fosseux, dite « la belle Fosseuse », (née en 1566 et morte le 6 décembre 1641 à Broc), est une aristocrate française qui fut la maîtresse d'Henri III de Navarre (futur roi Henri IV), de 1579 à 1581.

## Biographie

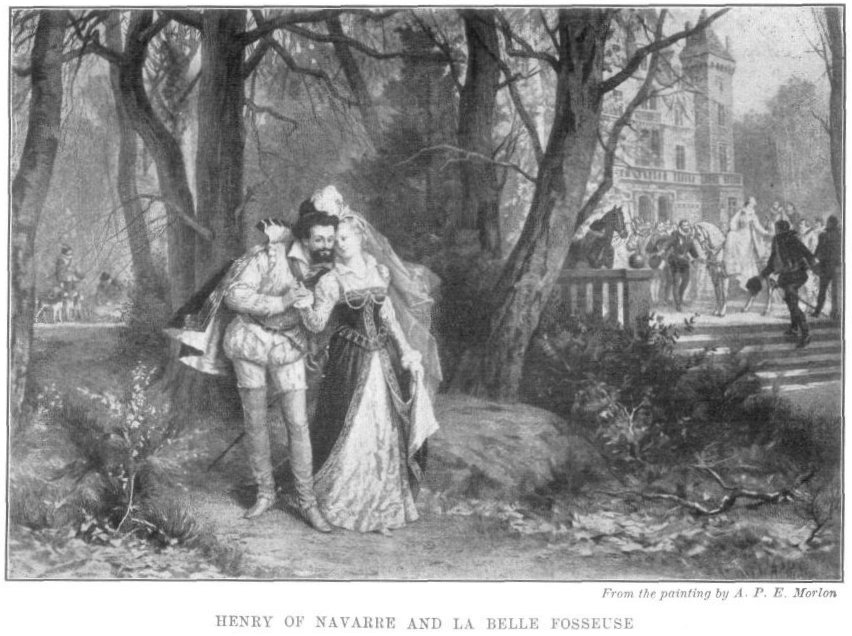
Henri IV et la belle Fosseuse d'après un tableau d’Antoine Morlon.

Elle est la plus jeune des cinq filles de Pierre de Montmorency. À l'âge de 13 ans, elle devient dame de compagnie de la reine Margot. Jeune fille timide et rougissante, elle attire l'attention du roi qui tente de la séduire avec des friandises, des massepains, des confitures de rose. Il l'appelle « ma fille ».
Elle finit par céder aux avances du roi pendant un voyage à Montauban. Des ambitions lui vinrent alors. Elle devint arrogante face à la reine Marguerite. Elle ne cessait de monter Henri contre elle, dans l'espoir de peut-être se faire épouser. Elle finit par tomber enceinte, et s'enorgueillit de pouvoir donner un enfant à Henri, et se voyait déjà reine. Mais Françoise avait peur des commérages, et elle entraîna le roi aux Eaux-Chaudes du 7 au 25 juin 1581, pour fuir la cour de Nérac. Henri voulait que la reine Marguerite leur serve de chaperon, mais elle les attendit à Bagnères-de-Bigorre. La reine Margot proposa de l'éloigner de la cour mais Fosseuse hurla qu'elle refusait de partir. Finalement, elle eut une fille mort-née en 1581. Le roi fut prévenu par le médecin et Marguerite fit en sorte que l'accouchement se passe le plus discrètement possible. La reine servit de sage femme. Marguerite fut invitée par sa mère Catherine de Médicis à venir à Paris, avec ses dames d'honneur y compris Françoise. Et la reine mère donna le conseil à sa fille de renvoyer Françoise à ses parents. Marguerite suivit le conseil, et chassa Fosseuse de la cour en 1582. Henri le prit comme une injure personnelle, mais ne fit rien pour la récupérer, puis il tomba sous le charme de la « belle Corisande ».
Françoise épousa, le 11 mars 1596, François de Broc, baron de Cinq-Mars, avec qui elle a cinq enfants. Elle meurt en 1641 à Broc (aujourd'hui en Maine-et-Loire) et est inhumée le même jour dans l'église du village, cependant que son cœur est déposé à Échemiré.

### Sources imprimées
- Mémoires et autres écrits, 1574-1614, édition critique par Éliane Viennot, Honoré Champion, 1999.